# キャップ制
キャップ制（キャップせい）とは、一定期間内でのサービスや報酬などにおいて、上限を設ける制度・体系。サービス・報酬の上昇に帽子（キャップ）をかぶせるという比喩に由来する。

## 通信サービスにおけるキャップ制
携帯電話やインターネットなどの通信サービスにおけるキャップ制は、「30時間まで3分5円、それ以上いくら利用しても月額3,000円」のように、一定期間（通常は一月単位）内で支払うべき金額の上限が決まっている料金体系を指す。定額制と従量制を組み合わせた料金体系である。
料金に上限を課すことから、プライスキャップ制とも呼ばれる。

## 労働契約におけるキャップ制
労働契約におけるキャップ制は、労働の成果に伴う給与・報酬に上限を設ける制度を意味する。実力主義的傾向の強いプロスポーツの世界において、この制度が適用されている。

## 高等教育課程におけるキャップ制
大学などの高等教育機関におけるキャップ制は、学習者の卒業条件となる単位取得について、一定の制限を加える制度を意味する。この制度が適用された場合、一定期間（半年・一年など）内で同時に申請できる授業の数が制限され、学習者の能力を超えた過剰な授業申請をしたり、選択必修の枠にある講義を保険として申請したりすることを防止することができる。
この制度は、いくつかの大学・学部で設けられており、大学改革のためにこの制度を設けた大学は年々増加傾向にある。なお、大同工業大学のように、大学改革の一環として明確に位置づけているところもあるが、キャップ制という言葉を明示的に用いずに、授業申請において履修に制限が設けられている場合もある。